# Боргето Лодиђано
Боргето Лодиђано (итал. Borghetto Lodigiano) је насеље у Италији у округу Лоди, региону Ломбардија.
Према процени из 2011. у насељу је живело 3316 становника. Насеље се налази на надморској висини од 68 м.

## Становништво
| 1931. | 1936. | 1951. | 1961. | 1971. | 1981. | 1991. | 2001. | 2011. |
| ----- | ----- | ----- | ----- | ----- | ----- | ----- | ----- | ----- |
| 5.242 | 4.911 | 4.791 | 4.164 | 3.592 | 3.494 | 3.440 | 3.740 | 4.379 |